# Filipp Ivanovič Golikov
Filip Ivanovič Golikov (rusky Филипп Иванович Голиков, 16. červencejul./ 29. července 1900greg., Kurganská oblast, západní Sibiř – 29. července 1980, Moskva) byl maršál Sovětského svazu, vyjednavač a vojevůdce v období druhé světové války.

## Život

### Mládí
Narodil se v rodině venkovského léčitele a socialistického aktivisty. Díky dobrým výsledkům ve vesnické škole se mu podařilo získat stipendium a vystudovat gymnázium. Velmi brzy po říjnové revoluci vstoupil do Komunistické strany.

### Občanská válka
Zatajil, že mu ještě není osmnáct let a vstoupil do střeleckého pluku Rudé armády. Bojoval na Uralu a proti československým legiím. Za vojenské výsledky i politickou aktivitu v tomto období získal stipendium na Petrohradské vojenské akademii.

### Meziválečné období
Po úspěšném ukončení akademie se stal politickým důstojníkem. Jako příslušník k tomu určených sil se zúčastnil potlačování rolnických nepokojů. V roce 1931 byl jmenován velitelem pluku a brzy poté i divize. V roce 1933 zakončil dálkové studium na Frunzeho vojenské akademii. Poté byl jmenován vedoucím politického oddělení komisariátu obrany. Vzhledem ke své angažovanosti přežil stalinské čistky a kariérně stoupal až k funkci velitele armádní skupiny v Kyjevské vojenské oblasti.

### Počátek druhé světové války
Při obsazení východního Polska v září 1939 velel 6. armádě. V červenci 1940 byl jmenován náčelníkem vojenské rozvědky (GRU) a nesl tedy systémově odpovědnost za vyhodnocení informací naznačující napadení Sovětského svazu Německem. Byl si vědom Stalinova názoru na německou invazi a podle toho předkládání zpravodajských materiálů organizoval, čímž ho v jeho přesvědčení utvrzoval.

### Velká vlastenecká válka
Po 22. červnu 1941 na něj Stalin nezanevřel a vyslal jej do Londýna a Washingtonu vyjednávat o spojenecké pomoci, v čemž byl úspěšný. Po návratu byl 21. října 1941 pověřen velením 10. rezervní armády, kde prokázal své organizační schopnosti při sestavení devíti divizí později se účastnících protiofenzívy u Moskvy. Na jaře a v létě roku 1942 hrál jednu z hlavních rolí při zhroucení jižní fronty a i když na vině byla spíše celková situace v sovětském velení, než jeho vlastní neschopnost, stal se jedním z obětních beránků, kterým byla kritická situace dávána za vinu. Poté byl převelen do Stalingradu, kde sloužil pod velením generála Vasilije Čujkova, který kladně hodnotil jeho organizační a motivační schopnosti. Po vítězství u Stalingradu velel útoku vojsk na Don, Voroněž a Charkov, na který zaútočil 16. února 1943 a dobyl jej. Podcenil ovšem možnosti Wehrmachtu a po Mansteinově jarní ofenzívě jej musel zase vyklidit. Pod jeho velením si odbyl křest i 1. československý samostatný prapor v tzv. bitvě u Sokolova, který byl při jeho příchodu na frontu osobně přivítat. Poté byl odvelen z fronty k administrativní práci v Moskvě a nastoupil do funkce náměstka komisaře pro obranu pověřeného kádrovou prací. Pod jeho velení spadala násilná repatriace ruských občanů z dobytých cizích území.

### Po druhé světové válce
Po válce byl jmenován velitelem Akademie obrněných sil, v roce 1958 pak náčelníkem Hlavní politické správy sovětské armády a vojenského námořnictva, získal hodnost maršála Sovětského svazu a byl členem Ústředního výboru KSSS. Časem se znelíbil Chruščovovi a na jaře 1962 byl odstaven. Zemřel zapomenut v roce 1980.